# Lago Stausee Gibidum
O Lago Stausee Gibidum É um lago de reservatório localizado no cantão de Valais, na Suíça. A sua superfície é de 0,21 km² e é compartilhada pelos municípios de Naters e Riederalp.
A construção da Barragem de Gebidem foi iniciada em 1964 e concluída em 1967. Esta barragem de arco tem uma altitude de 122 metros e um comprimento de crista de 327 m.
Este lago de reservatório não deve ser confundido com o lago natural de Gebidumsee.